# Norman diplomate
Pour plus de détails, voir Fiche technique et Distribution.
Norman diplomate (Man of the Moment) est un film britannique réalisé par John Paddy Carstairs, sorti en 1955.

## Synopsis
Faute de trouver quelqu'un de disponible, Norman, un employé du ministère de l'Outre-Mer, est envoyé représenter le Royaume-Uni lors d'une conférence à Genève. Accidentellement, il vote contre une motion qui aurait permis une intervention étrangère dans les affaires de Tawaki, une paisible nation du Pacifique. Ce vote lui fait gagner la gratitude de la reine de Tawaki, qui lui laisse toute latitude à propos des affaires de son pays.
Les États-Unis, le Royaume-Uni, l'URSS et d'autres gouvernements sont furieux, car ils voulaient implanter une base militaire sur une des piles de l'archipel de Tawaki. Ils cherchent alors à influencer Norman, en lui envoyant qui une star de cinéma, qui une bombe. Ces efforts ne portant pas leurs fruits, c'est Penny, sa fiancée, qui est kidnappée. Norman se lance à la poursuite des ravisseurs en pleins studios de la BBC, perturbant ainsi plusieurs programmes retransmis en direct.
Finalement, Norman et Penny se rendent à Tawaki, en compagnie d'un ambassadeur. Alors que celui-ci s'adresse à la reine, une éruption volcanique détruit l'île convoitée par tous.

## Fiche technique
- Titre original : Man of the Moment
- Titre français : Norman diplomate
- Réalisation : John Paddy Carstairs
- Scénario : John Paddy Carstairs, Vernon Sylvaine
- Direction artistique : Cedric Dawe
- Costumes : Joan Ellacott
- Photographie : Jack E. Cox
- Son : John Dennis, Gordon K. McCallum
- Montage : John Shirley
- Musique : Philip Green
- Production exécutive : Earl St. John
- Production : Hugh Stewart
- Société de production : Group Film Productions
- Société de distribution : J. Arthur Rank Film Distributors
- Pays d'origine :  Royaume-Uni
- Langue originale : anglais
- Format : Noir et blanc — 35 mm — 1,37:1 — son mono
- Genre : Comédie
- Durée : 88 minutes
- Dates de sortie :
  - Royaume-Uni : 24 novembre 1955
  - France : 27 février 1957

## Distribution
- Norman Wisdom : Norman
- Lana Morris : Penny
- Belinda Lee : Sonia
- Jerry Desmonde : Jackson
- Karel Stepanek : Lom
- Garry Marsh : un délégué britannique
- Inia Te Wiata : le roi de Tawaki
- Evelyn Roberts : Sir Horace
- Violet Farebrother : la reine de Tawaki
- Martin Miller : le tailleur suisse
- Hugh Morton : Mitchell
- Cyril Chamberlain : un délégué britannique
- Lisa Gastoni : une femme de chambre
- Harold Kasket : Enrico
- Beverley Brooks : l'hôtesse de l'air
- Michael Ward : un photographe
- Derek Sydney : Lesnevitch
- Peter Taylor : Gritter
- Josef Behrmann : Rietz

## Chansons du film
- "Beware" de Norman Wisdom, interprétée par Norman Wisdom
- "Yodelee Yodelay" de Jack Fishman, interprétée par Norman Wisdom
- "Dream For Sale" d'Arthur Groves et Peter Carroll, interprétée par Norman Wisdom
- "Man of the Moment" de Jack Fishman, interprétée par les Beverley Sisters